# Temporada de huracanes del Atlántico de 2004
La temporada de huracanes del Atlántico de 2004 fue una temporada muy mortífera, destructiva e hiperactiva, con más de 3.270 fallecimientos y los daños fueron más de $60 mil millones convirtiéndose como la quinta temporada más costosa en la cuenca. Más de la mitad de los 16 ciclones tropicales que golpeó a los Estados Unidos. La temporada fue activa debido a una potente influencia del Modoki El Niño, un tipo extraño del fenómeno en el que se producen condiciones desfavorables sobre el Pacífico Oriental en lugar de la cuenca del océano Atlántico debido a las temperaturas más cálidas de la superficie del mar más al oeste a lo largo del Pacífico ecuatorial. La temporada inició oficialmente el 1 de junio y finalizó el 30 de noviembre de 2004. Estas fechas históricamente delimitan durante el período de cada año cuando la mayor parte de ciclones tropicales se forman en el océano Atlántico. Sin embargo, la formación de ciclones tropicales es posible en cualquier momento del año.
Varias tormentas causaron solo daños menores, incluidas las tormentas tropicales Bonnie, Earl, Hermine y Matthew. Además, los huracanes Danielle, Karl y Lisa, la depresión tropical diez, la tormenta subtropical Nicole y la tormenta tropical Otto no tuvieron ningún efecto sobre la tierra mientras ocurrieron los ciclones tropicales. Hay cuatro tormentas notables: el huracán Charley, que tocó tierra en Florida como un huracán de categoría 4 en la escala de huracanes de Saffir-Simpson, causando daños de $16 mil millones solo en los Estados Unidos. Más tarde en agosto, el huracán Frances golpeó las Bahamas y Florida, causando al menos 49 muertes y $9.8 mil millones en daños. La tormenta más intensa, y la que causó el mayor daño, fue el huracán Iván. Fue un huracán de categoría 5 que devastó varios países adyacentes al mar Caribe, antes de ingresar al Golfo de México y causar una destrucción catastrófica en la costa del Golfo de los Estados Unidos, especialmente Alabama y Florida. En todos los países que atravesó, Iván dejó 129 muertes y más de $26.1 mil millones en daños. El ciclón tropical más mayor en términos de muertes fue el huracán Jeanne. En Haití, las lluvias torrenciales en las zonas montañosas provocaron deslizamientos de tierra e inundaciones graves, causando al menos 3.006 muertes. Jeanne también golpeó Florida, causando una gran destrucción. En general, la tormenta causó al menos $7,94 mil millones en daños y 3042 muertes. 
Colectivamente, las tormentas de esta temporada causaron al menos 3270 muertes y aproximadamente $60,9 mil millones en daños, convirtiéndola en la temporada de huracanes del Atlántico más costosa hasta ese momento, hasta el año siguiente, las temporadas como en 2012 y la temporada de 2017. Con seis huracanes alcanzando a la escala categoría 3. La temporada de 2004 también tuvo los huracanes más mayores desde 1996. Sin embargo, ese récord también sería sobrepasado de la siguiente temporada, con siete huracanes mayores ese año Esto empató la mayoría de los nombres retirados en 1955 y 1995, mientras que cinco fueron retirados en la temporada de 2005.

## Pronósticos
Desde 1984, el conocido experto en huracanes Dr. William M. Gray y sus asociados en la Universidad Estatal de Colorado (CSU) emitieron pronósticos de actividad de huracanes antes de cada temporada de huracanes, y por separado los pronosticadores de la Administración Nacional Oceánica y Atmosférica del Gobierno de los Estados Unidos de América. Según CSU, la temporada promedio entre 1950 y 2000 tuvo 9.6 tormentas tropicales, 5.9 huracanes y 2.3 huracanes mayores, que son de categoría 3 o superior en la escala de huracanes de Saffir-Simpson. Una temporada normal, según la definición de Administración Nacional Oceánica y Atmosférica, tiene 12.1 tormentas nombradas, de las cuales 6.4 alcanzan la fuerza de huracán y 2.7 se convierten en huracanes mayores.
La Universidad Estatal de Colorado (UEC) lanzó su primera predicción el 5 de diciembre de 2003, que proyectó una temporada superior a la media, con 13 tormentas nombradas, siete huracanes y tres huracanes mayores. Este pronóstico se emitió el 2 de abril de 2004. El 17 de mayo de 2004, antes del comienzo de la temporada, los pronosticadores de NOAA predijeron un 50% de probabilidad de actividad por encima del rango normal, con doce a quince tormentas tropicales, de seis a ocho convirtiéndose en huracanes y de dos a cuatro esos huracanes alcanzando mayor intensidad. El Dr. Gray publicó una predicción el 28 de mayo que fue similar, con 14 tormentas nombradas, ocho alcanzando la fuerza de un huracán y tres convirtiéndose en huracanes mayores.
Después de que comenzó la temporada, el Dr. Gray anunció que había revisado sus predicciones ligeramente hacia abajo el 6 de agosto, citando condiciones leves del fenómeno de El Niño. Su nuevo pronóstico fue de trece tormentas nombradas, siete huracanes y tres alcanzando una gran intensidad de huracán. El 10 de agosto, NOAA publicó una predicción actualizada también, con un 90% de probabilidad de una actividad normal superior a la normal, pero el mismo número de tormentas pronosticadas. La Universidad Estatal de Colorado emitió otro pronóstico el 3 de septiembre del año 2004, indicando dieciséis tormentas tropicales, ocho huracanes y cinco huracanes mayores. La temporada terminó con dieciséis depresiones tropicales, quince tormentas nombrada, nueve huracanes y seis huracanes mayores,  que coincidió con la predicción final de la Universidad Estatal de Colorado el 1 de octubre de 2004.

## Resumen de la temporada

### Actividad
| Rank      | Año  | Unidad (ACE) |
| --------- | ---- | ------------ |
| 1         | 1933 | 258.6        |
| 2         | 2005 | 245.3        |
| 3         | 1893 | 231.1        |
| 4         | 1926 | 229.6        |
| 5         | 1995 | 227.1        |
| 6         | 2004 | 226.9        |
| 7         | 2017 | 224.9        |
| 8         | 1950 | 211.3        |
| 9         | 1961 | 188.9        |
| 10        | 1998 | 181.8        |
| (fuentes) |      |              |

La temporada de huracanes en el Atlántico comenzó oficialmente el 1 de junio de 2004. Sin embargo, el primer sistema, el huracán Alex, no se desarrolló hasta el 31 de julio. Fue una temporada superior a la media en la que se formaron 16 ciclones tropicales. Todas menos una depresión tropical alcanzaron el estado de tormenta tropical y nueve de ellas se convirtieron en huracanes. Seis huracanes se intensificaron aún más en huracanes mayores. Debido a una potente influencia del fenómeno de Modoki El Niño, un tipo raro de El Niño en el que se producen condiciones desfavorables sobre el Pacífico Oriental en lugar de la cuenca del océano Atlántico debido a las temperaturas más cálidas de la superficie del mar más al oeste a lo largo del Pacífico ecuatorial, la actividad fue superior a la media. Cinco huracanes y tres tormentas tropicales tocaron tierra durante la temporada y causaron 3270 muertes y alrededor de $60,9 mil millones en daños. Además, los huracanes Alex y la tormenta tropical Earl también causaron pérdidas y muertes, aunque ninguno tocó tierra. La temporada finalizó oficialmente el 30 de noviembre de 2004.
La ciclogénesis tropical comenzó a fines de julio, con el desarrollo del huracán Alex el 31 de julio. Sin embargo, no se convirtió en una tormenta nombrada hasta el día siguiente, que fue el quinto más reciente desde la temporada de 1952. Agosto fue un mes inusualmente activo, con ocho tormentas nombradas, incluidas Alex, Bonnie, Charley, Danielle, Earl, Frances, Gaston y Hermine. Esto rompió el récord de las tormentas más nombradas en el mes de agosto establecido en 1933 y 1995. Este nuevo récord quedó empatado en la temporada de 2012. En promedio, solo hay tres tormentas tropicales y uno o dos huracanes en agosto. De los ocho sistemas de ese mes, cinco se convirtieron en huracanes y tres se fortalecieron en huracanes mayores. Un total de cinco ciclones tropicales se desarrollaron en septiembre, incluido el sistema más intenso de la temporada, el huracán Iván. La actividad disminuyó aún más en octubre, con la formación de solo dos sistemas, la tormenta tropical Matthew y la tormenta subtropical Nicole. La temporada permaneció inactiva durante más de un mes y medio, hasta que la tormenta tropical Otto se desarrolló el 29 de noviembre. Otto fue el último ciclón tropical de la temporada y degeneró en una baja presión remanente el 3 de diciembre.

### Impacto

Huracanes Frances (arriba a la izquierda) e Ivan (abajo a la derecha) el 5 de septiembre

La temporada de 2004 fue muy mortífera, con alrededor de 3270 muertes en total. Casi todas las muertes fueron reportadas en Haití luego de las inundaciones y los deslizamientos de tierra causados por la tormenta tropical Jeanne. Los otros ciclones tropicales que causaron muertes incluyen el huracán Alex, Charley, Frances, Gastón e Iván, y las tormentas tropicales Bonnie y Earl. Debido a que cuatro de los seis huracanes principales cayeron varias veces, la temporada también fue extremadamente perjudicial, con pérdidas estimadas en alrededor de $60,9 mil millones, más de la mitad de los cuales fueron causados por los huracanes Charley e Ivan. Algunos otros ciclones tropicales causaron daños leves a moderados, incluidos los huracanes Alex y Gaston y las tormentas tropicales Bonnie y Matthew. Además de los 16 ciclones tropicales de la temporada, un nivel bajo tropical en mayo trajo inundaciones torrenciales a Haití y la República Dominicana, matando a 2.000 personas y causando grandes daños. Aunque el sistema no fue clasificado oficialmente como una tormenta tropical, sí tuvo una circulación con convección flojamente organizada, que se asemeja a un ciclón subtropical.

### Récords
La temporada de 2004 tuvo numerosas ocurrencias inusuales y estableció muchos récords. Sin embargo, la mayoría de ellos fueron superados por el año siguiente. Con seis huracanes alcanzando al menos una intensidad de categoría 3, la temporada de 2004 también tuvo los huracanes más mayores desde la temporada de 1996, un récord que se sobrepasó en la temporada de 2005. Florida fue severamente afectada por cuatro huracanes durante la temporada: el huracán Charley, Frances, Ivan y Jeanne. Esta fue la primera vez que cuatro ciclones tropicales producían vientos máximos de huracán en un estado durante una sola temporada desde que cuatro huracanes tocasen tierra en Texas en 1886. Hubo muchos otros huracanes en la temporada que fueron individualmente inusuales. El huracán Alex fue el huracán más fuerte que se haya registrado en la intensificación al norte de los 38°N de latitud. El huracán Iván fue la tormenta más inusual de la temporada. Iván se convirtió en el primer huracán mayor en el Atlántico registrado en formar un mínimo de 10°N de latitud. Una onda de 91 pies (28 m), posiblemente la más grande jamás registrada, se atribuyó a Ivan; esta ola puede haber sido tan alta como 131 pies (40 m). Además, los huracanes Charley e Ivan se clasificaron como el tercer y segundo huracán más costoso en los Estados Unidos en ese momento, respectivamente, solo detrás del huracán Andrew. Con $60,9 mil millones en daños, esta fue la temporada más costosa en el momento, hasta el año siguiente y también hasta la temporada de 2017 que rompió el récord.

## Ciclones tropicales

### Huracán Alex
Un canal de superficie débil, ubicado al oeste de un nivel bajo, desarrolló convección al este de las Bahamas el 26 de julio. Una ola tropical ingresó al área dos días después, lo que resultó en un aumento de la organización y el área convectiva. Aunque las condiciones no fueron favorables para la formación de ciclones tropicales, se desplazó hacia el noroeste y se organizó de manera constante, desarrollando una superficie de baja presión el 30 de julio. El 31 de julio, el sistema continuó organizándose y se convirtió en depresión tropical Uno mientras se encontraba a 200 millas (320 km) al este de Jacksonville, Florida.
A medida que la depresión se desplazó erráticamente, el sistema se mantuvo débil debido a su gran circulación y la falta de convección profunda cerca del centro. El centro se trasladó al sur,, más cerca del centro, un canal de nivel superior que se acercaba redujo la cizalladura del sistema, permitiendo que la depresión se intensificara en la tormenta tropical que fue nombrada Alex el 1 de agosto. La depresión también causó que Alex aumentara su movimiento hacia el noreste. La convección profunda continuó creciendo sobre el centro debido a la baja cizalladura y las aguas cálidas de la Corriente del Golfo, y Alex se intensificó hasta convertirse en huracán el 3 de agosto mientras se encontraba a 120 km al sudeste de Cape Fear, Carolina del Norte. El ciclón continuó fortaleciéndose y alcanzó el estatus de categoría 2 horas después de convertirse en huracán. El huracán se acercó a los Outer Banks de Carolina del Norte, llegando a las 11 millas (16 km) de Cabo Hatteras más tarde el 3 de agosto. La porción occidental de la pared del ojo pasó sobre los Outer Banks, aunque el centro permaneció fuera de la costa.
Alex giró hacia el estenoreste después de pasar los Outer Banks en respuesta a quedar incrustado en el flujo oeste-suroeste. El huracán se debilitó brevemente a un huracán categoría 1, pero se fortaleció debido a las cálidas aguas de la Corriente del Golfo. La temperatura del agua permaneció 3.6 °F (2 °C) por encima de lo normal, lo que ocasionó que Alex se intensificara en un huracán mayor de 195 km/h (195 mph) el 5 de agosto mientras se encontraba a 450 millas (710 km) al sur de Halifax, Nueva Escocia. Debido a la baja cizalladura vertical y las condiciones favorables, Alex siguió siendo un huracán de categoría 3 hasta pasar sobre aguas más frías a última hora del 5 de agosto mientras se encontraba a 290 millas (465 km) al sur de Terranova. Alex se debilitó rápidamente, degradando al estado de tormenta tropical el 6 de agosto. Más tarde, en ese día, Alex se volvió extratropical a 950 millas (1,530 km) al este de Cape Race, Terranova y perdió su identidad poco después.

### Tormenta tropical Bonnie
Los orígenes de Bonnie estaban en una onda tropical que emergió de la costa de África el 29 de julio y entró en el Océano Atlántico. Se movió hacia el oeste, logrando convección y una circulación de nivel medio. La convección aumentó constantemente y, con el desarrollo de un centro de circulación de bajo nivel, el sistema se organizó en depresión tropical Dos el 3 de agosto, mientras que 415 millas (670 km) al este de Barbados. Se movió rápidamente hacia el oeste a velocidades de hasta 23 mph (37 km/h); después de cruzar a través de las Antillas Menores el 4 de agosto, degeneró nuevamente en una onda tropical. La ola tropical continuó moviéndose rápidamente hacia el oeste-noroeste, hasta que llegó al mar Caribe occidental. Mientras que al sur de Cuba y a través de las Islas Caimán, el sistema disminuyó la velocidad para regenerar la convección, y volvió a desarrollarse en una depresión tropical el 8 de agosto. Operacionalmente, el sistema se clasificó como una onda tropical hasta un día después. La depresión se movió a través del Canal de Yucatán, y se intensificó en la tormenta tropical que fue nombrada Bonnie el 9 de agosto mientras 70 millas (115 km) al norte de la Península de Yucatán.
Bonnie continuó hacia el oeste-noroeste; A última hora del 9 de agosto, la tormenta presentó una pared del ojo de 9 millas (15 km) de ancho, una ocurrencia muy inusual en una tormenta tropical pequeña y débil. Bonnie se fortaleció rápidamente mientras giraba hacia el norte, un cambio de dirección causado por una ruptura en la cresta de nivel medio. La tormenta se debilitó brevemente tarde el 10 de agosto; volvió a fortalecerse al día siguiente para alcanzar una intensidad máxima de 65 mph (100 km/h). Poco después, una fuerte cizalladura del viento del sudoeste interrumpió la tormenta, causando que Bonnie se debilitara nuevamente. El 12 de agosto, Bonnie tocó tierra justo al sur de Apalachicola como una tormenta tropical de 45 mph (75 km/h).
Rápidamente se debilitó a una depresión tropical y se aceleró hacia el noreste a través del sureste de los Estados Unidos. Luego de recorrer las costas de Georgia, Carolina del Sur y Carolina del Norte, Bonnie perdió sus características tropicales el 14 de agosto al este de Nueva Jersey. Su remanente bajo continuó hacia el noreste, llegando a Massachusetts y Maine y continuando hacia el Atlántico canadiense.

### Huracán Charley
Charley comenzó como una onda tropical que se movió de la costa oeste de África el 4 de agosto. Se movió rápidamente hacia el oeste y se organizó de manera constante sobre el océano Atlántico abierto, con la convección desarrollándose en bandas curvas. La ola continuó desarrollándose a medida que se aproximaba a las Antillas Menores, y se convirtió en la depresión tropical Tres el 9 de agosto, mientras que 115 millas (185 km) al sursureste de Barbados, cerca de la isla de Grenada, sin embargo, la amenaza a Barbados duró poco. La baja cizalladura del viento de nivel superior y la salida bien definida contribuyeron a una mayor intensificación, y la depresión se fortaleció el 10 de agosto, a pesar de estar ubicada en el mar Caribe oriental, que es un área no adecuada para la ciclogénesis tropical. En este momento, el Centro Nacional de Huracanes en Miami designó el nombre Charley. Una fuerte cresta de alta presión hacia el norte del sistema obligó a Charley a cambiar de carril rápidamente hacia el oeste-noroeste. Continuó fortaleciéndose y se convirtió en un huracán categoría 1 el 11 de agosto, mientras que 90 millas (140 km) al sur de Kingston, Jamaica. La tormenta estaba siendo dirigida alrededor de la periferia del área de alta presión, y como resultado, Charley cambió de dirección hacia el noroeste. Al día siguiente, el núcleo pasó 40 millas (64 km) al suroeste de Jamaica, afectando a la isla el 11 y 12 de agosto. La tormenta luego pasó a 15 millas (24 km) al noreste de Gran Caimán, alcanzando un huracán categoría 2 justo después de pasar la isla. El huracán continuó fortaleciéndose a medida que giraba hacia el noroeste y redondeaba la porción suroeste de la cordillera subtropical, convirtiéndose en un huracán mayor, una tormenta clasificada como huracán categoría 3 o superior, justo antes de tocar tierra en el sur de Cuba. Charley llegó a la costa cerca de Punta Cayamas con vientos máximos sostenidos de 120 mph (190 km/h) y ráfagas de hasta 130 mph (215 km/h), alrededor de las 04:30 UTC del 13 de agosto. Se debilitó al cruzar la isla, pasando a unos 15 millas (24 km) al oeste del centro de La Habana antes de debilitarse a 110 mph (180 km/h). Después de cruzar Cuba cerca de Menelao Mora, el huracán Charley aceleró hacia el nornoreste, hacia la costa suroeste de Florida, en respuesta a la aproximación de una depresión no estacional de la troposfera media. Charley pasó por encima de Dry Tortugas a las 12:00 UTC del 13 de agosto, con vientos máximos de alrededor de 110 mph (180 km/h). Charley ocurrió solo 22 horas después de que la tormenta tropical Bonnie tocara tierra en la isla de San Vicente, marcando la primera vez que dos ciclones tropicales golpeaban el mismo estado en un período de 24 horas. Entonces Charley se intensificó rápidamente, fortaleciéndose desde 110 mph (180 km/h) huracán con una presión barométrica central mínima de 965 mbar (hPa; 28.50 inHg) a un huracán de 145 mph (233 km/h) con una presión de 947 mbar (hPa; 27.96 inHg) en solo tres horas. Continuó fortaleciéndose a medida que giraba más hacia el noreste, y tocó tierra cerca de la isla de Cayo Costa, Florida como un huracán categoría 4 a 240 km/h con una presión de 941 mbar (hPa) en aproximadamente la mitad 19:45 UTC del 13 de agosto. Una hora más tarde, el huracán golpeó Punta Gorda como una tormenta de 145 mph (233 km/h) y luego pasó a través de Port Charlotte. Sin embargo, el ojo se había encogido antes de tocar tierra, lo que limitaba los vientos más poderosos a un área dentro de los 7 millas (11 km) del centro.
Charley se debilitó considerablemente debido a su paso por tierra, pero aún retuvo vientos sostenidos de alrededor de 85 mph (137 km/h) al pasar directamente sobre Orlando entre las 00:20 y 01:40 UTC del 14 de agosto; se registraron ráfagas de hasta 106 mph (171 km/h) en el Aeropuerto Internacional de Orlando. Cortó una franja de destrucción en toda Florida, y también pasó cerca de Kissimmee. El huracán volvió a emerger en el Océano Atlántico después de cruzar directamente sobre New Smyrna Beach como un huracán de categoría 1, pero se fortaleció ligeramente sobre las aguas abiertas. Continuando moviéndose rápidamente hacia el nornoreste, Charley atacó cerca del Refugio Nacional de Vida Silvestre Cape Romain, Carolina del Sur como un huracán de 80 mph (130 km/h), se trasladó brevemente a la costa e hizo su toque final cerca de North Myrtle Beach como un huracán mínimo , con vientos de 75 mph (121 km/h). Charley comenzó a interactuar con un límite frontal que se aproxima, convirtiéndose en una tormenta tropical en el sureste de Carolina del Norte. Después de regresar al Océano Atlántico cerca de Virginia Beach el 15 de agosto, la tormenta se volvió extratropical y se incrustó en la zona frontal. La tormenta extratropical continuó moviéndose rápidamente hacia el noreste, y fue completamente absorbida por el frente poco después del amanecer del 15 de agosto, cerca del sureste de Massachusetts.

### Huracán Danielle
El huracán Danielle comenzó como una onda tropical vigorosa sobre África. Cuando la ola emergió al Atlántico, rápidamente se volvió más organizada debido a las condiciones favorables, incluida la baja cizalladura del viento. La circulación se consolidó y generó la depresión tropical Cuatro en la mañana del 13 de agosto al sursureste de las islas de Cabo Verde. Al principio el sistema estaba sobre agua algo más fría con temperaturas de la superficie del mar alrededor de 79 °F (26 °C); sin embargo, el entorno de bajo cizallamiento permitió que la depresión siguiera organizándose. Más tarde esa noche, el sistema se fortaleció en la tormenta tropical que fue nombrada oficialmente Danielle. Mientras Danielle navegaba hacia el oeste en el Atlántico abierto temprano el 14 de agosto, la tormenta encontró aguas más cálidas al suroeste de Cabo Verde y comenzó a intensificarse gradualmente, convirtiéndose en una tormenta tropical moderada con vientos de 50 mph (85 km/h) esa mañana. En ese momento, comenzó una oleada de intensificación rápida, y la tormenta se elevó al huracán Danielle esa noche cuando comenzó a formarse un ojo. Durante un período de 24 horas que finalizó en la mañana del 15 de agosto, la presión cayó de 1004 a 978 mbar y los vientos aumentaron a 90 mph (150 km/h), convirtiéndose en un huracán categoría 1 de categoría superior en la escala de huracanes de Saffir-Simpson. Danielle se estabilizó un poco en intensidad después de esa ronda de intensificación rápida, que se fortaleció gradualmente después debido a los cambios estructurales en la tormenta relacionados con el pequeño campo de viento en relación con el tamaño del ojo. No obstante, Danielle se convirtió en un huracán categoría 2 en la tarde del 15 de agosto cuando se acercaba a la cresta subtropical que bloqueó el movimiento hacia el oeste. A partir del 15 de agosto, aproximadamente a los 35 ° O, Danielle comenzó a recurrir hacia el noroeste y finalmente hacia el norte mientras continuaba fortaleciéndose gradualmente. Temprano el 16 de agosto, la recurvatura se hizo más pronunciada, y Danielle giró bruscamente hacia el norte en el Océano Atlántico central cuando un canal de nivel superior abrió una gran brecha en la cresta. Ese movimiento lo llevó a lo largo del lado este de la cordillera subtropical, evitando que Danielle se moviera hacia el oeste y se convirtiera en una amenaza para América del Norte o el Caribe. Mientras se desplazaba hacia el noroeste, Danielle se fortaleció un poco más, alcanzando su intensidad máxima de 110 mph (175 km/h), justo debajo de la intensidad de la categoría 3, en la tarde del 16 de agosto. El movimiento hacia el norte también envió a Danielle a una cizalla un tanto incrementada, lo que le permitió comenzar a debilitarse. Sin embargo, el debilitamiento fue gradual al principio ya que las aguas permanecieron bastante cálidas. El brusco giro hacia el norte significó que, durante un tiempo el 17 de agosto, las Azores fueron amenazadas por Danielle en el pronóstico a largo plazo, como una tormenta tropical debilitada o un ciclón extratropical. Danielle se debilitó a un huracán de categoría 1 en la tarde del 17 de agosto ya que el cizallamiento continuó aumentando. Danielle comenzó a girar hacia el noreste temprano el 18 de agosto, y en ese punto, la tendencia al debilitamiento se aceleró. parte de la convección profunda se estaba eliminando del sistema debido a la cizalladura del viento. y esa mañana, Danielle se debilitó a una tormenta tropical. La tendencia de debilitamiento rápido continuó esa tarde, y Danielle se debilitó a una tormenta tropical de baja gama con vientos de 45 mph (75 km/h) a última hora de la tarde. Sin embargo, la intensidad se estabilizó temprano el 19 de agosto y Danielle se mantuvo como una tormenta tropical durante los siguientes días sobre agua moderadamente cálida de alrededor de 78 °F (poco menos de 26 °C) mientras que al sursudoeste de las Azores. La convección profunda intermitente continuó encendiéndose, manteniendo la tormenta a flote para el día siguiente y alejándola de las Azores. Danielle también cambió de dirección y se dirigió ligeramente hacia el noroeste, lejos de las Azores, debido a las corrientes de dirección muy débiles. Después de resistir como una tormenta tropical mínima, Danielle finalmente perdió su convección profunda debido a la alta cizalladura vertical de nivel superior y fue degradada a depresión tropical en la tarde del 20 de agosto. La depresión se volvió una vez más al norte, y continuó perdiendo la organización sobre el agua más fría. Degeneró en un mínimo remanente en la tarde del 21 de agosto cuando la convección fue completamente esquilada desde el centro de Danielle. El mínimo remanente permaneció en el océano abierto, permaneciendo desprovisto de cualquier convección profunda, hasta el 24 de agosto cuando se disipó al oeste-suroeste de las Azores. El huracán Danielle no tuvo ningún impacto en la tierra y no se reportaron daños o muertes. No se informó que ningún barco haya entrado en contacto con Danielle. Cuando Danielle se convirtió en una tormenta tropical a 24.8°W, era el este más lejano que una tormenta había recibido un nombre desde el huracán Alberto en la temporada de huracanes del Atlántico de 2000.

### Tormenta tropical Earl
La formación de la tormenta tropical Earl se atribuye a una onda tropical vigorosa de baja latitud que surgió de la costa occidental de África y hacia el este del Océano Atlántico el 10 de agosto. Cuando la perturbación se movió hacia el oeste, las imágenes de satélite revelaron una estructura mucho mejor con características de anillado muy mejoradas y salida de nivel superior, dando lugar a la formación de la depresión tropical Cinco a las 18:00 UTC del 13 de agosto, situada a unos 1,000 millas (1,610 km) al este de las Antillas Menores. La depresión progresó rápidamente hacia el oeste-noroeste al día siguiente, incrustado y bajo la influencia de un flujo profundo hacia el este alrededor de la periferia sur de una cadena subtropical hacia el norte del ciclón. Una combinación de características mejoradas de anillado y estimaciones de intensidad satelital para la tarde del 14 de agosto llevó a la posterior actualización del sistema a la tormenta tropical Earl. En este momento, el ciclón estaba situado a unos 325 millas (525 km/h) al este de Barbados. Dentro de un ambiente caracterizado por baja cizalladura del viento, alta humedad atmosférica y temperaturas cálidas en la superficie del mar, Earl se intensificó, alcanzando una intensidad máxima de 50 mph (85 km/h) a las 06:00 UTC del 15 de agosto. Proyecciones iniciales del Centro Nacional de Huracanes intensificación gradual en un poderoso huracán cuando el sistema ingresó al mar Caribe central, pero estos pronósticos se redujeron en avisos posteriores. A pesar de la impresionante presentación satelital asociada a Earl cuando atravesaba las islas de Sotavento, un vuelo de caza de huracanes informó que el sistema ya no tenía una circulación de bajo nivel el 15 de agosto. Como resultado, el Centro Nacional de Huracanes discontinuó los avisos sobre el sistema y lo declaró una onda tropical abierta. Aunque no del todo seguro, se sospecha que el movimiento rápido del ciclón se atribuye a su disipación. La onda remanente finalmente ingresó al Océano Pacífico oriental, convirtiéndose en el Huracán Frank el 23 de agosto.
Los vientos huracanados en Granada dañaron al menos 34 techos y derribaron doce árboles y seis postes eléctricos. Además, un hogar de ancianos en la isla fue evacuado debido a un daño estructural significativo. Dos casas perdieron sus techos en San Vicente y las Granadinas, mientras que se informaron daños moderados a los cultivos en la isla. Los árboles caídos y las líneas eléctricas en Tobago dejaron el 90% de la isla sin electricidad. En general, Earl fue responsable de una muerte, diecinueve desaparecidos y una cantidad desconocida de daño.

### Huracán Frances
Una fuerte ola tropical se movió fuera de la costa oeste de África el 21 de agosto. Moverse debajo de la base de la cresta subtropical, se movió hacia el oeste durante varios días, permaneciendo desorganizado a pesar de las condiciones favorables. Las tormentas eléctricas asociadas con la ola finalmente comenzaron a organizarse temprano el 24 de agosto, y el sistema se convirtió en depresión tropical esa noche. Se observó una buena salida de nivel superior en todos los cuadrantes, excepto en el este, a medida que la depresión continuaba en su camino, y la depresión se fortaleció al estado de tormenta tropical el 25 de agosto, aproximadamente a 1.420 millas (2.290 km) al este de las Antillas Menores. La tormenta tropical, ahora llamada Frances, se intensificó aún más el 26 de agosto en un ambiente de baja cizalladura vertical del viento, ya que su pista se inclinaba hacia el oeste-noroeste. Frances se intensificó rápidamente, desarrollando un ojo y alcanzando la fuerza de un huracán a última hora de la tarde. Un canal de nivel superior que se aproximaba hizo que Frances se moviera más hacia el noroeste el 27 de agosto. El ciclón alcanzó su intensidad pico principal de 130 mph (215 km/h) el 28 de agosto. El huracán regresó a su movimiento original hacia el oeste el 29 de agosto, cuando el canal superior se alejó de la región y el risco subtropical se fortaleció al norte de Frances.
Durante el día siguiente, el huracán se sometió a un ciclo de reemplazo de la pared del ojo, durante el cual los vientos máximos sostenidos disminuyeron a 115 mph (185 km/h). Esta tendencia de debilitamiento fue de corta duración, y la tormenta se volvió a intensificar durante la tarde del 30 de agosto, ya que la cizalladura vertical del viento se mantuvo baja. La tormenta continuó fortaleciéndose a medida que giraba hacia el oeste-noroeste, alcanzando su intensidad máxima de 145 mph (230 km/h) el 2 de septiembre, mientras que 555 millas (893 km) al estesureste de West Palm Beach, Florida. El 2 de septiembre, Frances ingresó a las Bahamas, pasando directamente sobre la isla de San Salvador y muy cerca de la Isla Cat. La tormenta se debilitó a un huracán de categoría 3 a las 2 p. m., que inicialmente se atribuyó a los procesos del núcleo interno, pero el aumento de los vientos del oeste en altura, y la cizalladura del viento vertical resultante, se determinó más tarde como la causa. El 3 de septiembre, Frances pasó a las inmediaciones de la isla de Ábaco y directamente sobre Gran Bahama mientras continuaba debilitándose lentamente. La tormenta recuperó la intensidad de huracán de categoría 2 antes de pasar sobre la isla Gran Bahama y también disminuyó la velocidad de avance debido a una debilidad en la cresta subtropical al norte. Partes del sur de Florida comenzaron a verse afectadas por las ráfagas y las bandas de lluvia externas del huracán en este momento. Las ráfagas desde 40 mph (64 km/h) hasta tan altas como 85 mph (140 km/h) se registraron desde Jupiter Inle] hasta Miami.
Frances se movió lentamente, entre 5 y 10 mph (8.0 a 16.1 km/h), mientras cruzaba la cálida Corriente del Golfo entre las Bahamas y Florida, lo que generó la preocupación de que podría volver a fortalecerse. Sin embargo, Frances se mantuvo estable en intensidad de vategoría 2 con 105 millas por hora (169 km/h) de vientos máximos sostenidos mientras golpeó la costa este de Florida entre Fort Pierce y West Palm Beach durante gran parte del 4 de septiembre. A las 11 p. m., el oeste el borde de la pared del ojo de Frances comenzó a moverse hacia la costa. Debido al ojo grande de Frances, que tenía aproximadamente 80 millas (130 km) de ancho, y su movimiento lento hacia adelante, el centro de circulación permaneció fuera de la costa durante varias horas más. A la 1 a. m. EDT del 5 de septiembre (05:00 UTC), el centro del ojo ancho de Frances tocó tierra a lo largo de la costa de Florida, en el extremo sur de Hutchinson Island, cerca de Sewall's Point, Jensen Beach y Port Salerno, Florida. A última hora del 5 de septiembre, Frances cobró velocidad debido a un sistema de alta presión que se fortalecía hacia el norte y cruzó la Península de Florida, emergiendo sobre el Golfo de México cerca de Tampa como una tormenta tropical. Después de un corto viaje por el Golfo de México, Frances hizo una segunda toma de tierra cerca de St. Marks, Florida. Frances se dirigió hacia el interior, debilitándose hasta convertirse en una depresión tropical y causando fuertes lluvias en el sur y el este de los Estados Unidos. Cuando la depresión tropical Frances giró hacia el noreste, los meteorólogos de Estados Unidos en el Centro de Predicción Hidrometeorológica continuaron emitiendo avisos sobre el sistema hasta que cruzó la frontera Canadá-Estados Unidos hacia Quebec, donde también cayeron fuertes lluvias.
Frances luego pasó por las secciones centrales de Florida, en los Estados Unidos, tres semanas después del huracán Charley, causando daños significativos a la cosecha de cítricos del estado, cerrando los principales aeropuertos y escuelas, y forzando la cancelación de un juego de fútbol colegial. La tormenta se movió brevemente fuera de la costa desde Florida, en el noreste del Golfo de México, e hizo una segunda recalada en Estados Unidos, en el Mango de Florida, antes de acelerar hacia el noreste a través del este de Estados Unidos cerca de los Apalaches y hacia la provincias atlánticas de Canadá mientras se debilitaba. Un mayor brote de tornados acompañó a la tormenta en el este de los Estados Unidos, casi igualando el brote del huracán Beulah. Lluvias muy fuertes cayeron en asociación con este lento y relativamente grande huracán, que causó inundaciones en Florida y Carolina del Norte. Unas 49 personas murieron a causa del ciclón. Los daños totalizaron $ 10.7 mil millones (2004 USD).

### Huracán Gastón
El 22 de agosto de 2004, un frente frío -el mismo frente que finalmente dio origen a la tormenta tropical Hermine- se desplazó hacia la costa de las Carolinas y se desplazó hacia el sur antes de detenerse el 24 de agosto. El 25 de agosto, las observaciones superficiales indicaron que se desarrolló una amplia área de baja presión a lo largo del límite frontal deteriorado. La convección se mantuvo esporádica y desorganizada, hasta que la actividad de tormentas comenzó a aumentar y el sistema desarrolló la estructura de bandas el 26 de agosto. A las 12:00 UTC del 27 de agosto, el bajo se organizó y se designó como depresión tropical Siete mientras se encontraba a 130 millas (210 km) al estesureste de Charleston, Carolina del Sur. Debido a que las corrientes de dirección eran inicialmente débiles, la depresión era casi estacionaria en su movimiento, aunque las predicciones pronosticaban que una cresta al noreste del sistema la dirigiría gradualmente hacia el oeste. El ciclón estaba situado sobre aguas cálidas del océano y contenía un buen flujo anticiclónico, lo que hace que los modelos de predicción pronostiquen al menos una intensificación moderada. Más tarde ese mismo día, gradualmente se desplazó hacia el suroeste y las bandas convectivas continuaron aumentando. A las 11:00 UTC del 28 de agosto, la depresión se mejoró a la tormenta tropical que fue nombrada Gastón. Un avión de los cazadores de huracanes de la Reserva de la Fuerza Aérea completó un vuelo a Gaston, revelando que la intensidad fue más alta que la informada previamente. En ese momento, se creía que Gaston había alcanzado la intensidad máxima de 70 mph (110 km/h), colocándolo muy cerca del estado de huracán. Sin embargo, durante el análisis posterior a la temporada, se descubrió que Gaston había alcanzado brevemente intensidad de huracán categoría 1 a las 18:00 UTC del 28 de agosto.
A las 14:00 UTC del 29 de agosto, Gaston tocó tierra en Awendaw, Carolina del Sur, entre Charleston y McClellanville, como un huracán categoría 1 con vientos máximos sostenidos de 75 mph (120 km/h). La tormenta rápidamente se debilitó a una tormenta tropical mientras continuaba hacia el norte a través de Carolina del Sur, Carolina del Norte y Virginia, y comenzó a moverse gradualmente hacia el nornoreste. A las 00:00 UTC del 30 de agosto, la tormenta se debilitó a una depresión tropical en el noreste de Carolina del Sur. A medida que se aceleró hacia el noreste, emergió en las aguas abiertas de la bahía de Chesapeake y recuperó el estado de tormenta tropical a última hora del 30 de agosto. A las 06:00 UTC del 31 de agosto, Gaston cruzó la península de Delmarva en busca de las aguas del océano Atlántico. El sistema comenzó a perder características tropicales a medida que se asociaba con el sistema frontal, aunque todavía había algo de actividad de tormentas alrededor del centro. Velocidad hacia adelante aumentada a aproximadamente 30 mph (45 km/h) y más de 60 °F (16 °C) de agua la tormenta perdió todas sus características tropicales a principios del 1 de septiembre, y se convirtió en un ciclón extratropical al sur del Canadá Marítimos. Los remanentes extratropicales de Gaston fueron absorbidos por un sistema extratropical más grande el 3 de septiembre, a unos 750 millas (1.210 km) al sursureste de Reykjavík, Islandia.

### Tormenta tropical Hermine
La zona frontal que generó el huracán Gastón desarrolló un área de convección al sur de las Bermudas el 25 de agosto. Después de despegarse del frente y desarrollar una circulación, el sistema se convirtió en depresión tropical a las 18:00 UTC del 27 de agosto. Inicialmente permaneció débil mientras el la convección fluctuó, hasta intensificarse en la tormenta tropical que fue nombrada Hermine a las 12:00 UTC del 29 de agosto. Más tarde ese día, la cizalladura del viento expuso la circulación al norte de la convección, aunque la tormenta alcanzó un máximo como una tormenta tropical de 60 mph (95 km/h) el 30 de agosto. La tormenta giró hacia el norte bajo las corrientes de dirección de una cresta subtropical. El aumento de la cizalladura del viento de Gaston debilitó a Hermine. Al final del 30 de agosto, la circulación estaba completamente expuesta por la convección.
Temprano el 31 de agosto, Hermine tocó tierra cerca de New Bedford, Massachusetts como una tormenta tropical mínima. Rápidamente se debilitó mientras se movía hacia el norte, y después de volverse extratropical, Hermine fue absorbida por una zona frontal más tarde ese día. La tormenta trajo vientos de fuerza de tormenta tropical y lluvias ligeras al este de Massachusetts, alcanzando aproximadamente 0.5 pulgadas (13 mm) en Cape Cod. Los remanentes de Hermine rastrearon a través de Nuevo Brunswick y produjeron lluvias locales fuertes, alcanzando un máximo de aproximadamente 2.36 pulgadas (60 mm). En Moncton, se reportaron inundaciones menores en el sótano y cierres de calles.

### Huracán Iván
El 2 de septiembre de 2004, la depresión tropical Nueve se formó a partir de una gran onda tropical al suroeste de Cabo Verde. A medida que el sistema se movió hacia el oeste, se fortaleció gradualmente, convirtiéndose en la tormenta tropical que nombró Iván el 3 de septiembre y alcanzando la fuerza de huracán el 5 de septiembre, a 1.150 millas (1.850 km) al este de Trinidad y Tobago. Más tarde ese día, la tormenta se intensificó rápidamente y, a las 17:00 EDT (21:00 UTC), Ivan se convirtió en un huracán categoría 3 por la escala de huracanes de Saffir-Simpson con vientos de 125 mph (205 km/h). El Centro Nacional de Huracanes dijo que el rápido fortalecimiento de Iván el 5 de septiembre no tenía precedentes a tan baja latitud en la cuenca del Atlántico. Mientras se movía hacia el este, Ivan se debilitó ligeramente debido a la cizalladura del viento en el área. La tormenta pasó sobre Grenada el 7 de septiembre, azotando varias de las Islas de Barlovento. Al ingresar al Mar Caribe, Ivan se reintensificó rápidamente y se convirtió en un huracán de categoría 5 al norte de las Antillas Neerlandesas de Barlovento (Curazao y Bonaire) y Aruba el 9 de septiembre con vientos que alcanzan 160 mph (260 km/h). Ivan se debilitó ligeramente mientras se movía al oeste-noroeste hacia Jamaica. Cuando Ivan se acercó a la isla el 10 de septiembre, comenzó una carrera hacia el oeste que mantuvo la vista y los vientos más fuertes hacia el sur y el oeste. Sin embargo, debido a su proximidad a la costa de Jamaica, la isla fue azotada por vientos huracanados durante horas.
Después de pasar a Cuba, Ivan retomó una pista más al norte y recuperó la fuerza de categoría 5. La fuerza de Iván continuó fluctuando a medida que avanzaba hacia el oeste el 11 de septiembre, y la tormenta alcanzó sus vientos más altos de 163 mph (262 km/h) al pasar dentro de las 30 millas (50 km) de Gran Caimán. Ivan alcanzó su punto máximo con una presión central mínima de 910 milibares (27 inHg) el 12 de septiembre. Iván atravesó el Canal de Yucatán a última hora del 13 de septiembre, mientras su pared ocular afectaba el extremo occidental de Cuba. Una vez sobre el Golfo de México, se debilitó ligeramente a la fuerza de categoría 4, que mantuvo mientras se acercaba a la costa del Golfo de los Estados Unidos. Justo antes de que tocara tierra en los Estados Unidos, la pared del ojo de Iván se debilitó considerablemente, y su porción suroeste casi desapareció. Alrededor de las 02:00 CDT del 16 de septiembre (07:00 UTC), Iván tocó tierra en Estados Unidos, en Gulf Shores, Alabama, como un huracán de categoría 3 con vientos de 120 mph (190 km/h); algunas fuentes de información de huracanes provocan que los vientos del huracán Iván lleguen a cerca de 130 mph (210 km/h) al tocar tierra en Alabama y el noroeste de Florida. Iván luego continuó hacia el interior, manteniendo la fuerza de los huracanes hasta que estuvo sobre el centro de Alabama. Ivan se debilitó rápidamente esa noche y se convirtió en una depresión tropical el mismo día, aún sobre Alabama. Iván perdió características tropicales el 18 de septiembre mientras cruzaba Virginia. Más tarde ese día, el remanente bajo se desplazó desde la costa atlántica del sur de Estados Unidos hacia el océano Atlántico, y la perturbación de baja presión continuó arrojando lluvia sobre los Estados Unidos.
El 20 de septiembre, el mínimo remanente de Iván completó un ciclo anticiclónico y se movió a través de la península de Florida. A medida que continuaba hacia el oeste a través del norte del Golfo de México, el sistema se reorganizó y nuevamente adquirió características tropicales. El 22 de septiembre el Servicio Meteorológico Nacional, "después de una discusión interna considerable [y] a veces animada [sobre] la muerte de Iván". determinó que la baja fue de hecho el resultado de los remanentes de Iván y, por lo tanto, se le dio el nombre correspondiente. En la noche del 23 de septiembre, el revivido Ivan tocó tierra cerca de Cameron, Luisiana como una depresión tropical. Iván finalmente se disipó el 24 de septiembre mientras se trasladaba por tierra a Texas.

### Depresión tropical Diez
Una onda tropical acompañada de una zona de convección bien organizada surgió en la costa occidental de África el 29 de agosto. La curva fue lenta en el Atlántico este y la ola se volvió cada vez menos definida en días posteriores como consecuencia de la fuerte cizalladura del viento del sudoeste. Tras el desarrollo de la actividad de tormentas y chubascos cerca del centro, el sistema adquirió una organización suficiente como para considerarse una depresión tropical a las 12:00 UTC del 7 de septiembre, mientras se encontraba a unos 725 millas (1.165 km) al suroeste de Azores, la más meridional. Las condiciones ambientales hostiles causaron que la depresión permaneciera por debajo de la intensidad de la tormenta tropical y en su lugar degenere en un mínimo remanente a las 12:00 UTC del 9 de septiembre después de que el centro se desacopló del resto de la actividad convectiva. La circulación de bajo nivel persistió cerca de las Azores hasta disiparse al día siguiente.

### Huracán Jeanne
Depresión tropical Once formado a partir de una onda tropical a 70 millas (110 km) al estesureste de Guadalupe en la tarde del 13 de septiembre, y se actualizó a la tormenta tropical que fue nombrada Jeanne al día siguiente. Jeanne pasó al sur de las Islas Vírgenes de los Estados Unidos el 15 de septiembre. llegando a tierra cerca de Yabucoa, Puerto Rico más tarde ese mismo día. Después de cruzar Puerto Rico, Jeanne alcanzó fuerza de huracán el 16 de septiembre cerca del extremo oriental de la República Dominicana en la isla de La Española, pero regresó a la fuerza de la tormenta tropical más tarde ese día mientras se movía a través de la isla montañosa. Jeanne se mudó a la costa de la República Dominicana a última hora de la tarde del 17 de septiembre. En ese momento, Jeanne se había debilitado a la fuerza de la depresión tropical. A pesar de que Jeanne no golpeó a Haití directamente, la tormenta fue lo suficientemente grande como para causar inundaciones y deslizamientos de tierra, particularmente en la parte noroeste del país. El 18 de septiembre, mientras el sistema estaba siendo rastreado cerca de Gran Inagua y Haití, un nuevo centro se formó bien hacia el noreste y la circulación anterior se disipó. El sistema se fortaleció y se convirtió en huracán el 20 de septiembre. Jeanne siguió vagando durante varios días (haciendo un ciclo completo en el proceso) antes de comenzar un movimiento constante hacia el oeste hacia las Bahamas y Florida. 
Jeanne continuó fortaleciéndose mientras se dirigía hacia el oeste, pasando por Gran Ábaco en las Bahamas en la mañana del 25 de septiembre. Poco después, el huracán alcanzó la huracán categoría 3. Jeanne mantuvo esta intensidad cuando pasó por la isla de Grand Bahama. A las 11:50 p. m. EDT el 25 de septiembre (03:50 UTC del 26 de septiembre), Jeanne tocó tierra en la isla Hutchinson, justo al este de Sewall's Point, Florida, Stuart, Florida y Port Saint Lucie, Florida, con una fuerza de categoría 3. Este es el mismo lugar donde el huracán Frances azotó la Florida tres semanas antes. El rastro de Jeanne siguió a 20 millas (32 km) del de Frances hasta que llegó al condado de Pasco. El ciclón luego se movió más rápidamente hacia el norte, y el centro se mantuvo sobre la tierra hasta la línea del estado de Georgia, a diferencia de Frances, que salió al Golfo de México. Jeanne se convirtió en un ciclón extratropical sobre Virginia el 28 de septiembre y el sistema regresó al Atlántico cerca de la costa de Nueva Jersey al día siguiente. 
En Puerto Rico Jeanne causó ocho muertes, según las autoridades locales. En República Dominicana produjo 18 muertes.  En Haití, ya convertido en tormenta tropical, causó más de 1,600 muertos con reportes de otros 600 desaparecidos. Ya en mayo de 2004 hubo 1,406 fallecidos por inundaciones en Haití, país donde las inundaciones son frecuentemente mortíferas debido a la intensa deforestación ocurrida en las montañas de ese país.
Si bien había descendido su clasificación a tormenta tropical, al regresar al mar, Jeanne tomó nuevas fuerzas. En las Bahamas, el huracán Jeanne causó inundaciones y la destrucción de algunos hogares, industrias y vías de comunicación a su paso. El 26 de septiembre Jeanne llegó a la costa este de Florida, convirtiéndose en el cuarto huracán que este año azotó la península, produciendo daños en la red de electricidad, ya afectada por el paso de los huracanes anteriores.

### Huracán Karl
Una ola tropical se convirtió en la depresión tropical Doce a principios del 16 de septiembre, mientras se encontraba a 390 millas (630 km) al suroeste de Cabo Verde. La depresión se movió hacia el oeste bajo una cresta subtropical y se convirtió en la tormenta tropical Karl más tarde ese día. El 17 de septiembre, la tormenta se curvó hacia el noroeste y continuó fortaleciéndose, alcanzando el estado de huracán el 18 de septiembre. Karl se intensificó significativamente mientras se movía de oeste a oeste-noroeste y se convirtió en un huracán importante a principios del día siguiente. La tormenta se intensificó brevemente hasta convertirse en un huracán de categoría 4 el 20 de septiembre, antes de debilitarse levemente y posteriormente fortalecerse a esa intensidad. Con un campo de viento en constante aumento, Karl alcanzó su punto máximo con vientos máximos sostenidos de 145 mph (230 km/h) a principios del 21 de septiembre al reanudar un movimiento hacia el noroeste.
Después de la intensidad máxima el 21 de septiembre, Karl se debilitó debido al aumento de la cizalladura del viento, mientras se movía hacia el noreste en respuesta a una depresión baroclínica. Sin embargo, la cizalladura del viento volvió más tarde ese día y las temperaturas del océano comenzaron a enfriarse. Otro canal volvió a curvar a Karl hacia el norte el 24 de septiembre a medida que la tormenta se debilitaba gradualmente. A principios del 25 de septiembre, Karl se convirtió en extratropical mientras se encontraba a unos 585 millas (940 km) al este de Cape Race, Terranova. Los remanentes de Karl aceleraron hacia el noreste y luego hacia el estenoreste. Se observaron vientos sostenidos de hasta 89 mph (143 km/h) y ráfagas que alcanzaron 112 mph (180 km/h) en Mykines en las Islas Feroe. Los remanentes extratropicales de Karl se disiparon sobre Noruega el 28 de septiembre.

### Huracán Lisa
A las 18:00 UTC del 19 de septiembre, una onda tropical se convirtió en depresión tropical Trece, que se centró ubicada a 520 millas (840 km) al oeste-suroeste de Cabo Verde. A pesar de las condiciones desfavorables de su ubicación cerca del huracán Karl, la depresión se fortaleció en la tormenta tropical Lisa el 20 de septiembre. Después de casi alcanzar el estado de huracán, Lisa comenzó a ejecutar un pequeño ciclo debido a una interacción de Fujiwhara con una onda tropical. Además, la interacción causó que Lisa se debilitara a una depresión tropical el 23 de septiembre. Durante los días siguientes, la tormenta fluctuó en intensidad, desde una depresión tropical a una fuerte tormenta tropical. Una depresión profunda de nivel medio a superior hizo que Lisa girara hacia el norte el 25 de septiembre.
El 1 de octubre, un canal de onda corta re-curvó y aceleró a Lisa hacia el noreste. La tormenta se fortaleció y finalmente se mejoró a huracán a las 06:00 UTC del 2 de octubre. En ese momento, Lisa alcanzó su intensidad máxima con vientos de 75 mph (120 km/h) y una presión barométrica mínima de 987 mbar (29.1 inHg). Después de que la temperatura de la superficie del mar bajó a alrededor de 73.4 °F (23.0 °C), Lisa se debilitó y fue degradada a tormenta tropical más tarde el 2 de octubre. La tormenta perdió características tropicales y pasó a ser un ciclón extratropical a las 12:00 UTC del 3 de octubre. Poco después, los restos de Lisa fueron absorbidos por una zona frontal mientras se encontraba a unos 1.150 millas (1.850 km) de Cape Race, Newfoundland.

### Tormenta tropical Matthew
Una onda tropical se convirtió en la depresión tropical Catorce el 8 de octubre, mientras se encontraba a unos 330 kilómetros (205 millas) al sureste de Brownsville, Texas. La depresión se convirtió en tormenta tropical Matthew unas seis horas después. La tormenta se movió generalmente hacia el noreste o hacia el norte durante toda su duración. Después de debilitarse brevemente, Matthew alcanzó su intensidad máxima a fines del 9 de octubre, con vientos máximos sostenidos de 45 mph (75 km/h) y una presión barométrica mínima de 997 mbar (29.4 inHg). A las 11:00 UTC del 10 de octubre, Matthew tocó tierra cerca de Cocodrie, Luisiana, con vientos de 40 mph (65 km/h). Solo una hora después, Matthew se debilitó a una depresión tropical y se convirtió en extratropical a principios del 11 de octubre.
La tormenta arrojó fuertes lluvias en el sureste de Luisiana, con un pico total de 18 pulgadas (460 mm) cerca de Haynesville. A lo largo de la costa, se observó una marejada ciclónica de hasta 5.85 pies (1.78 m) en Frenier. Una combinación de marejada ciclónica y fuertes lluvias inundó numerosas carreteras en las parroquias de Lafourche, Orleans, San Bernardo, San Juan Bautista, San Tammany y Terrebonne. Unas 20 casas en la parroquia de Terrebonne fueron dañadas, mientras que otras se inundaron en la parroquia de Lafourche. Un tornado también dañó el techo de un remolque en Golden Meadow. Los vientos provocaron cortes de energía eléctrica para aproximadamente 2500 clientes. La tormenta agrietó las líneas de agua en LaPlace, dejando a casi 30,000 residentes sin agua del grifo. En general, las pérdidas en Luisiana alcanzaron los $ 255,000. En Misisipi, la marejada causó inundaciones costeras en el condado de Hancock. Los daños en el estado totalizaron solo $50,000.

### Tormenta subtropical Nicole
La interacción entre un canal de nivel superior y un frente frío en descomposición condujo al desarrollo de un área de baja presión el 8 de octubre al suroeste de Bermudas. Aunque carecía de un centro de circulación bien definido, el sistema ya estaba produciendo vientos huracanados. A principios del 10 de octubre, el bajo desarrolló una banda curva de convección al noroeste del centro, y se organizó en la tormenta subtropical Nicole a las 06:00 UTC. Un canal cercano de nivel medio giró el sistema hacia el noreste. Temprano el 11 de octubre, Nicole pasó cerca de 60 millas (95 km) al noroeste de Bermudas. En la isla, Nicole y su precursor cayeron 5.86 pulgadas (148 mm) de lluvia y produjeron ráfagas de viento que alcanzaron las 60 mph (97 km/h). Los vientos dejaron sin electricidad a 1800 hogares y negocios, mientras que las condiciones inestables causaron demoras en el Aeropuerto Internacional L.F. Wade.
Después de pasar Bermudas, Nicole desarrolló un área de convección cerca del centro, lo que sugiere el comienzo de una transición a un ciclón tropical. Sin embargo, la fuerte cizalladura del viento causó debilitamiento después de que la tormenta alcanzó vientos máximos de 50 mph (85 km/h), evitando la transición de Nicole a un ciclón completamente tropical. Una tormenta extratropical más grande absorbió a Nicole el 11 de octubre, mientras que la tormenta se localizó al sur de Nueva Escocia. En Maine, los vientos racheados de los remanentes de Nicole derribaron árboles y líneas eléctricas, lo que provocó algunos cortes de energía, especialmente a lo largo o cerca de la costa. Del mismo modo, 11.300 personas se quedaron sin electricidad solo en la Isla del Príncipe Eduardo y Nuevo Brunswick después de que los vientos arrancaron árboles y derribaron líneas eléctricas. También se produjeron precipitaciones significativas en la región, alcanzando un máximo de aproximadamente 5 pulgadas (130 mm) en el noreste de Nueva Escocia.

### Tormenta tropical Otto
Un frente frío y un canal de nivel superior fuerte interactuaron, dando como resultado el desarrollo de un área de baja presión extratropical el 26 de noviembre. Después de perder las características frontales, el sistema pasó a tormenta subtropical Otto a las 12:00 UTC del 29 de noviembre, mientras se encontraba cerca 1,150 millas (1,850 km) al estesureste de las Bermudas. Inicialmente, la tormenta se movió hacia el noroeste debido a una debilidad en una cresta subtropical. A última hora del 29 de noviembre, Otto alcanzó su velocidad de viento máxima sostenida de 50 mph (85 km/h). La convección profunda se formó cerca del centro y la tormenta comenzó la transición a un sistema central cálido.
El sistema fue reclasificado como tormenta tropical Otto a las 12:00 UTC del 30 de noviembre. Aunque la temperatura del mar fue relativamente fría, Otto no se debilitó rápidamente debido a la baja cizalladura del viento. El 1 de diciembre, la tormenta se curvó hacia el sureste y completó un ciclo ciclónico más tarde ese día. Después de que la cizalladura del viento comenzó a aumentar, Otto comenzó a debilitarse y se redujo a una depresión tropical a las 12:00 UTC del 2 de diciembre. En ese momento, Otto alcanzó su presión barométrica mínima de 995 mbar (29,44 inHg). A principios del 3 de diciembre, la tormenta degeneró en una baja presión remanente mientras se encontraba a unos 920 millas (1480 km) al sureste de las Bermudas.

## Nombres de los ciclones tropicales
Los siguientes nombres fueron los usados para los ciclones tropicales que se formaron en el océano Atlántico norte en 2004. Los nombres no usados están marcados con gris, y los nombres en negrita son de las tormentas formadas. Los nombres retirados, en caso, serán anunciados por la Organización Meteorológica Mundial (OMM) en la primavera de 2005. Los nombres que no fueron retirados serán usados de nuevo en la temporada de 2010. Esta es la misma lista utilizada en la temporada del 1998 con la excepción de los nombres Gaston y Matthew, quienes reemplazaron a Georges y Mitch. Los nombres Gaston, Matthew y Otto se usaron por primera vez en esta temporada. 
| - Alex - Bonnie - Charley - Danielle - Earl - Frances - Gaston | - Hermine - Ivan - Jeanne - Karl - Lisa - Matthew - Nicole | - Otto - Paula (sin usar) - Richard (sin usar) - Shary (sin usar) - Tomas (sin usar) - Virginie (sin usar) - Walter (sin usar) |

### Nombres retirados
El 5 de abril de 2005, la Organización Meteorológica Mundial retiró cuatro nombres: Charley, Frances, Ivan y Jeanne debido a los daños extremos y el número de muertos. Fueron reemplazados para la temporada de 2010 por Colin, Fiona, Igor y Julia. El nombre Igor, sin embargo, fue retirado después de un solo uso en la temporada de 2010 y reemplazado por Ian para la temporada de 2016. La temporada de 2004 estuvo ligada a la temporada de 1955, 1995 y 2017, la mayoría de los nombres de tormentas se retiraron después de una sola temporada hasta la temporada de 2005, cuando cinco nombres fueron retirados.

## Estadísticas de temporada
Esta es una tabla de todos los sistemas que se han formado en la temporada de huracanes de 2004. Incluye su duración, nombres, áreas afectada(s), indicados entre paréntesis, daños y muertes totales. Las muertes entre paréntesis son adicionales e indirectas, pero aún estaban relacionadas con esa tormenta. Los daños y las muertes incluyen totales mientras que la tormenta era extratropical, una onda o un baja, y todas las cifras del daño están en USD 2004.
| DT | TT | 1 | 2 | 3 | 4 | 5 |

| Nombre                  | Fechas activo                    | Categoría de tormenta en intensidad máxima | Vientos máx. (km/h) | Presión min (hPa) | ACE     | Áreas afectadas                      | Áreas afectadas  | Áreas afectadas | Daños (en millones USD) | Muertos |
| Nombre                  | Fechas activo                    | Categoría de tormenta en intensidad máxima | Vientos máx. (km/h) | Presión min (hPa) | ACE     | Lugar                                | Fecha            | Vientos (km/h)  | Daños (en millones USD) | Muertos |
| ----------------------- | -------------------------------- | ------------------------------------------ | ------------------- | ----------------- | ------- | ------------------------------------ | ---------------- | --------------- | ----------------------- | ------- |
| Alex                    | 31 de julio – 6 de agosto        | Huracán categoría 3                        | 195 (120)           | 957               | 11.355  | Ninguno                              | Ninguno          | Ninguno         | $5 millones             | 1       |
| Bonnie                  | 3 – 13 de agosto                 | Tormenta tropical                          | 100 (65)            | 1001              | 2.62    | Apalachicola, Florida                | 12 de agosto     | 75 (45)         | N/A                     | 3       |
| Charley                 | 9 – 14 de agosto                 | Huracán categoría 4                        | 240 (150)           | 941               | 10.5925 | Playa Cajío, La Habana, Cuba         | 13 de agosto     | 195 (120)       | $16.9 mil millones      | 15 (25) |
| Charley                 | 9 – 14 de agosto                 | Huracán categoría 4                        | 240 (150)           | 941               | 10.5925 | Cayo Costa, Florida                  | 13 de agosto     | 240 (150)       | $16.9 mil millones      | 15 (25) |
| Charley                 | 9 – 14 de agosto                 | Huracán categoría 4                        | 240 (150)           | 941               | 10.5925 | Punta Gorda, Florida                 | 13 de agosto     | 230 (145)       | $16.9 mil millones      | 15 (25) |
| Charley                 | 9 – 14 de agosto                 | Huracán categoría 4                        | 240 (150)           | 941               | 10.5925 | Cape Romain, Carolina del Sur        | 14 de agosto     | 130 (80)        | $16.9 mil millones      | 15 (25) |
| Charley                 | 9 – 14 de agosto                 | Huracán categoría 4                        | 240 (150)           | 941               | 10.5925 | North Myrtle Beach, Carolina del Sur | 14 de agosto     | 120 (75)        | $16.9 mil millones      | 15 (25) |
| Danielle                | 13 – 21 de agosto                | Huracán categoría 2                        | 175 (110)           | 964               | 12.135  | Ninguno                              | Ninguno          | Ninguno         | N/A                     | 0       |
| Earl                    | 13 – 15 de agosto                | Tormenta tropical                          | 85 (50)             | 1009              | 0.7725  | Ninguno                              | Ninguno          | Ninguno         | N/A                     | 1       |
| Frances                 | 25 de agosto – 8 de septiembre   | Huracán categoría 4                        | 230 (145)           | 935               | 45.92   | San Salvador, Bahamas                | 2 de septiembre  | 205 (125)       | $10.1 mil millones      | 7 (43)  |
| Frances                 | 25 de agosto – 8 de septiembre   | Huracán categoría 4                        | 230 (145)           | 935               | 45.92   | Isla Cat, Bahamas                    | 3 de septiembre  | 185 (115)       | $10.1 mil millones      | 7 (43)  |
| Frances                 | 25 de agosto – 8 de septiembre   | Huracán categoría 4                        | 230 (145)           | 935               | 45.92   | Eleuthera, Bahamas                   | 3 de septiembre  | 175 (110)       | $10.1 mil millones      | 7 (43)  |
| Frances                 | 25 de agosto – 8 de septiembre   | Huracán categoría 4                        | 230 (145)           | 935               | 45.92   | Gran Bahama, Bahamas                 | 4 de septiembre  | 165 (105)       | $10.1 mil millones      | 7 (43)  |
| Frances                 | 25 de agosto – 8 de septiembre   | Huracán categoría 4                        | 230 (145)           | 935               | 45.92   | Hutchinson Island South, Florida     | 5 de septiembre  | 165 (105)       | $10.1 mil millones      | 7 (43)  |
| Frances                 | 25 de agosto – 8 de septiembre   | Huracán categoría 4                        | 230 (145)           | 935               | 45.92   | Panhandle de Florida, Florida        | 6 de septiembre  | 95 (60)         | $10.1 mil millones      | 7 (43)  |
| Gaston                  | 27 de agosto – 1 de septiembre   | Huracán categoría 1                        | 120 (75)            | 985               | 2.715   | Awendaw, Carolina del Sur            | 29 de agosto     | 120 (75)        | $130 millones           | 8 (1)   |
| Hermine                 | 27 – 31 de agosto                | Tormenta tropical                          | 95 (60)             | 1002              | 1.3425  | New Bedford, Massachusetts           | 31 de agosto     | 65 (40)         | N/A                     | 8       |
| Ivan                    | 2 – 24 de septiembre             | Huracán categoría 5                        | 270 (165)           | 910               | 70.38   | Gulf Shores, Alabama                 | 16 de septiembre | 195 (120)       | $26.07 mil millones     | 92 (32) |
| Ivan                    | 2 – 24 de septiembre             | Huracán categoría 5                        | 270 (165)           | 910               | 70.38   | Cameron, Luisiana                    | 24 de septiembre | 55 (35)         | $26.07 mil millones     | 92 (32) |
| Diez                    | 7 – 9 de septiembre              | Depresión tropical                         | 55 (35)             | 1009              | 0       | Ninguno                              | Ninguno          | Ninguno         | N/A                     | 0       |
| Jeanne                  | 13 – 28 de septiembre            | Huracán categoría 3                        | 195 (120)           | 950               | 24.235  | Isla Guadalupe                       | 14 de septiembre | 55 (35)         | $7.39 mil millones      | 3,037   |
| Jeanne                  | 13 – 28 de septiembre            | Huracán categoría 3                        | 195 (120)           | 950               | 24.235  | Guayama, Puerto Rico                 | 15 de septiembre | 110 (70)        | $7.39 mil millones      | 3,037   |
| Jeanne                  | 13 – 28 de septiembre            | Huracán categoría 3                        | 195 (120)           | 950               | 24.235  | República Dominicana                 | 16 de septiembre | 130 (80)        | $7.39 mil millones      | 3,037   |
| Jeanne                  | 13 – 28 de septiembre            | Huracán categoría 3                        | 195 (120)           | 950               | 24.235  | Isla Ábaco, Bahamas                  | 25 de septiembre | 185 (115)       | $7.39 mil millones      | 3,037   |
| Jeanne                  | 13 – 28 de septiembre            | Huracán categoría 3                        | 195 (120)           | 950               | 24.235  | Isla Hutchinson, Florida             | 26 de septiembre | 185 (115)       | $7.39 mil millones      | 3,037   |
| Karl                    | 16 – 24 de septiembre            | Huracán categoría 4                        | 230 (145)           | 938               | 28.4375 | Ninguno                              | Ninguno          | Ninguno         | N/A                     | 0       |
| Lisa                    | 19 de septiembre – 3 de octubre  | Huracán categoría 1                        | 120 (75)            | 987               | 12.2275 | Ninguno                              | Ninguno          | Ninguno         | N/A                     | 0       |
| Matthew                 | 8 – 10 de octubre                | Tormenta tropical                          | 75 (45)             | 997               | 1.0075  | Cocodrie, Luisiana                   | 10 de octubre    | 65 (40)         | $305 mil                | 0       |
| Nicole                  | 10 – 11 de octubre               | Tormenta subtropical                       | 85 (50)             | 986               | 1.365   | Ninguno                              | Ninguno          | Ninguno         | N/A                     | 0       |
| Otto                    | 29 de noviembre – 3 de diciembre | Tormenta tropical                          | 85 (50)             | 995               | 1.935   | Ninguno                              | Ninguno          | Ninguno         | N/A                     | 0       |
| Totales de la temporada |                                  |                                            |                     |                   |         |                                      |                  |                 |                         |         |
| 16 ciclones             | 31 de julio – 3 de diciembre     |                                            | 270 (165)           | 910               | 227.04  | 22                                   | 22               | 22              | $61.15 mil millones     | 3,261   |